# Alexandra Dovgan
Alexandra Dovgan (en russe : Александра Довгань) est une pianiste russe, née le 7 juillet 2007 à Moscou en Russie. Considérée comme une prodige,,,, elle a remporté cinq concours internationaux et a déjà joué dans plusieurs grandes salles prestigieuses : Théâtre des Champs-Élysées, Concertgebouw, Konzerthaus de Vienne, Konzerthaus de Berlin, Tonhalle et Victoria Hall. Protégée de Grigory Sokolov, son répertoire s'étend de Bach à Rachmaninov en passant par Mozart et Chopin.

## Biographie
Dovgan est née le 7 juillet 2007 à Moscou en Russie dans une famille de musiciens. Elle commence l'apprentissage du piano à l'âge de 4 ans et demi. Dès 5 ans, elle est admise à la prestigieuse École centrale de musique de Moscou où elle étudie sous la supervision du professeur Mira Marchenko,. En parallèle, elle rejoint le Ateneo de Música (« conservatoire de Malaga ») en Espagne.
Entre 2016 et 2018, elle participe à plusieurs compétitions internationales réservées aux jeunes musiciens, dont elle remporte cinq premiers prix. Alors âgée de 11 ans, elle se fait connaître du grand public en remportant le Grand Piano Competition en interprétant notamment le premier concerto pour piano de Mendelssohn,.
Son jeu est qualifié de clair, au phrasé raffiné souvent perlé, avec une grande attention portée sur l'équilibre et sans excès expressif :
« La pianiste Alexandra Dovgan ne peut guère être qualifiée d'enfant prodige, car bien que cela soit un prodige, elle n'a pas un jeu d'enfant. [..] Son talent est exceptionnellement harmonieux. Son jeu est sincère et concentré. Je lui prédis un grand avenir. »
— Grigory Sokolov

## Prix et récompenses
- 2016 : XIIIème Concours international des jeunes musiciens, Moscou (Russie) – Premier prix[5].
- 2017 : XVIIIème Concours international télévisuel « Nutcracker », Moscou (Russie) - Premier prix[5].
- 2017 : Concours des pianistes d'Astana, Astana (Kazakhstan) - Deuxième prix[5].
- 2018 : Grand Piano Competition, Moscou (Russie) - Grand prix[5].
- 2018 : Grand concours international pour les jeunes pianistes, Ettlingen  (Allemagne) - Grand prix[8]
- 2024 : Prix Serdang 2024[9].